# Soyu Stadium
Il Soyu Stadium (ソユースタジアム) è uno stadio situato a Akita, Prefettura di Akita, in Giappone. Lo stadio è stato inaugurato nel 1941. Lo stadio ospita le partite casalinghe del Blaublitz Akita. Ha una capienza di 20 125 persone.